# Jean-Baptiste Marchand
Pour les articles homonymes, voir Marchand.
« Commandant Marchand » redirige ici. Pour le commandant Charles Marchand, voir Rue du Commandant Marchand (Liège).
Jean-Baptiste Marchand,  né le 22 novembre 1863 à Thoissey (Ain) et mort le 13 janvier 1934 à Paris, est un général et explorateur français qui est surtout connu pour son expédition au Soudan et sa rencontre avec les troupes britanniques à Fachoda, un événement qui faillit déclencher une guerre entre la France et le Royaume-Uni.
Officier formé à l'école militaire, il se distingue rapidement par son courage et ses qualités de chef. Il participe à de nombreuses campagnes coloniales, notamment en Afrique-Occidentale française. C'est dans ce contexte qu'il est choisi pour mener une expédition audacieuse vers le Soudan, avec pour objectif de contester l'hégémonie britannique sur le Nil et d'implanter au sud de l'Égypte un nouveau protectorat français. Il arrive finalement à Fachoda où il rencontre une expédition britannique dirigée par le général Horatio Kitchener. Cette confrontation, connue sous le nom de crise de Fachoda, met les deux puissances coloniales au bord de la guerre. Finalement, un accord est trouvé permettant d'éviter un conflit ouvert.
Après cet épisode, il poursuit une brillante carrière militaire. Il se distingue ensuite au cours de la Première Guerre mondiale comme général au commandement de la 10e division d'infanterie coloniale, notamment en Champagne en 1915, sur la Somme en 1916 et à Verdun en 1917. Il est élevé à la dignité de grand-croix de la Légion d'honneur en 1921.

## Biographie

### Famille
Jean-Baptiste Marchand est né le 22 novembre 1863 à Thoissey, dans le département de l’Ain. Il est le fils de Georges Marchand (menuisier né en 1834) et de Marie Duplessy (née en 1843). 

### Formation
Son père étant de condition trop modeste pour lui offrir de longues études, il entre dès l'âge de 13 ans aux écritures chez un notaire. Engagé volontaire à 19 ans le 17 septembre 1883, à Toulon, comme simple soldat au 4e régiment d’infanterie de marine. Il rejoint l’École militaire d’infanterie de Saint-Maixent le 23 avril 1886. Il en sort sous-lieutenant le 18 décembre 1887 à seulement 24 ans et, après six mois au 1er régiment d’infanterie de marine, Marchand devient officier de tirailleurs sénégalais. Il va effectuer dès lors l’essentiel de sa carrière outre-mer, principalement en Afrique noire (Sénégal, Soudan français, Haut-Oubangui etc.).

### Campagne au Soudan français
Marchand effectue un premier séjour au Sénégal entre janvier 1888 et juin 1889. À son retour en France, il est fait chevalier de la Légion d’honneur. Promu lieutenant en janvier 1890, il participe à partir de septembre 1890 aux opérations de la conquête du Soudan français sous les ordres du colonel Louis Archinard (prise de Segou et de Konakri) contre le sultan Ahmadou. 
Il rentre en France en juin 1892 et est promu capitaine en décembre 1892. Il effectue ensuite une mission
d'exploration en Côte-d’Ivoire de 1893 à 1895. Il est promu officier de la Légion d’honneur le 13 juillet 1895.

### Mission Congo-Nil (1896-1899)

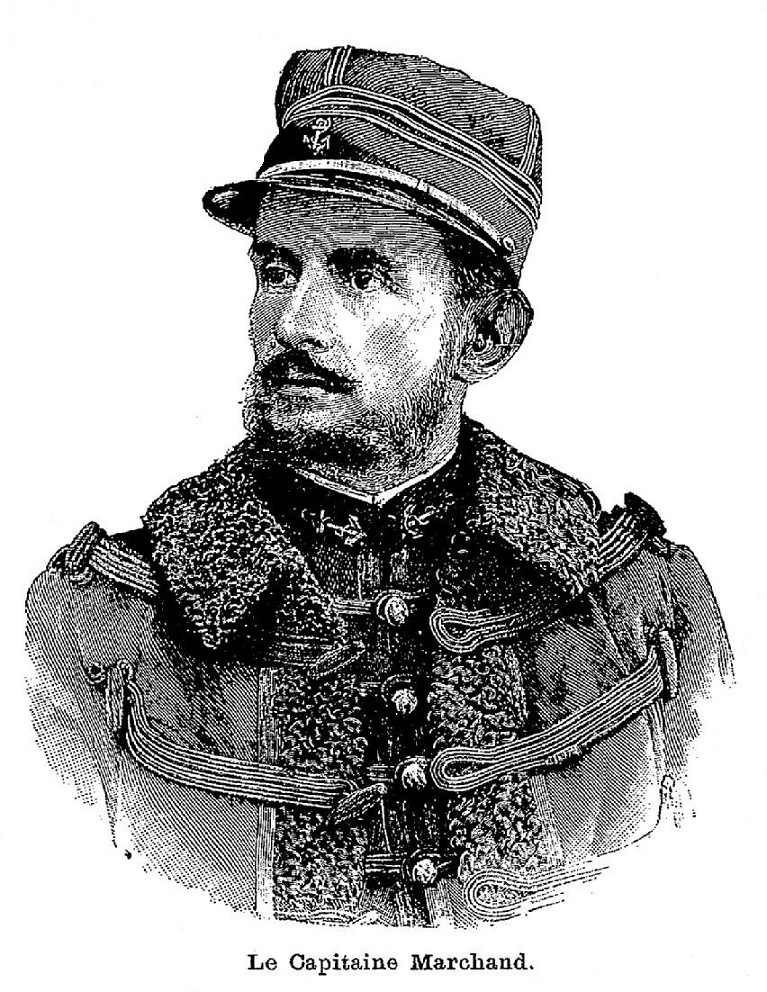
Le capitaine Marchand (dessin de 1898).

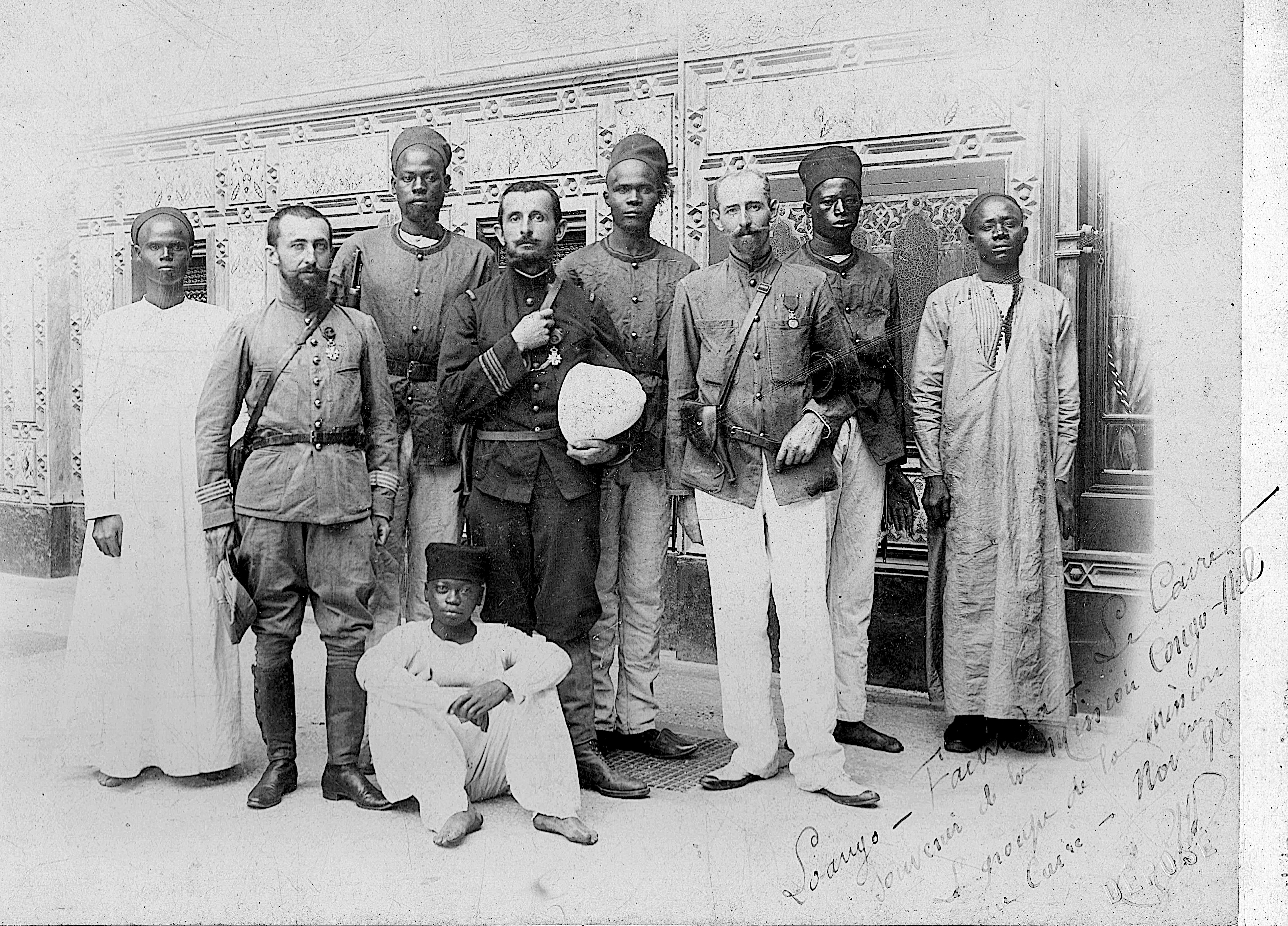
Le capitaine Jean-Baptiste Marchand entouré du capitaine Albert Baratier (g.) et du lieutenant Charles Mangin (d.) au Caire, novembre 1898.

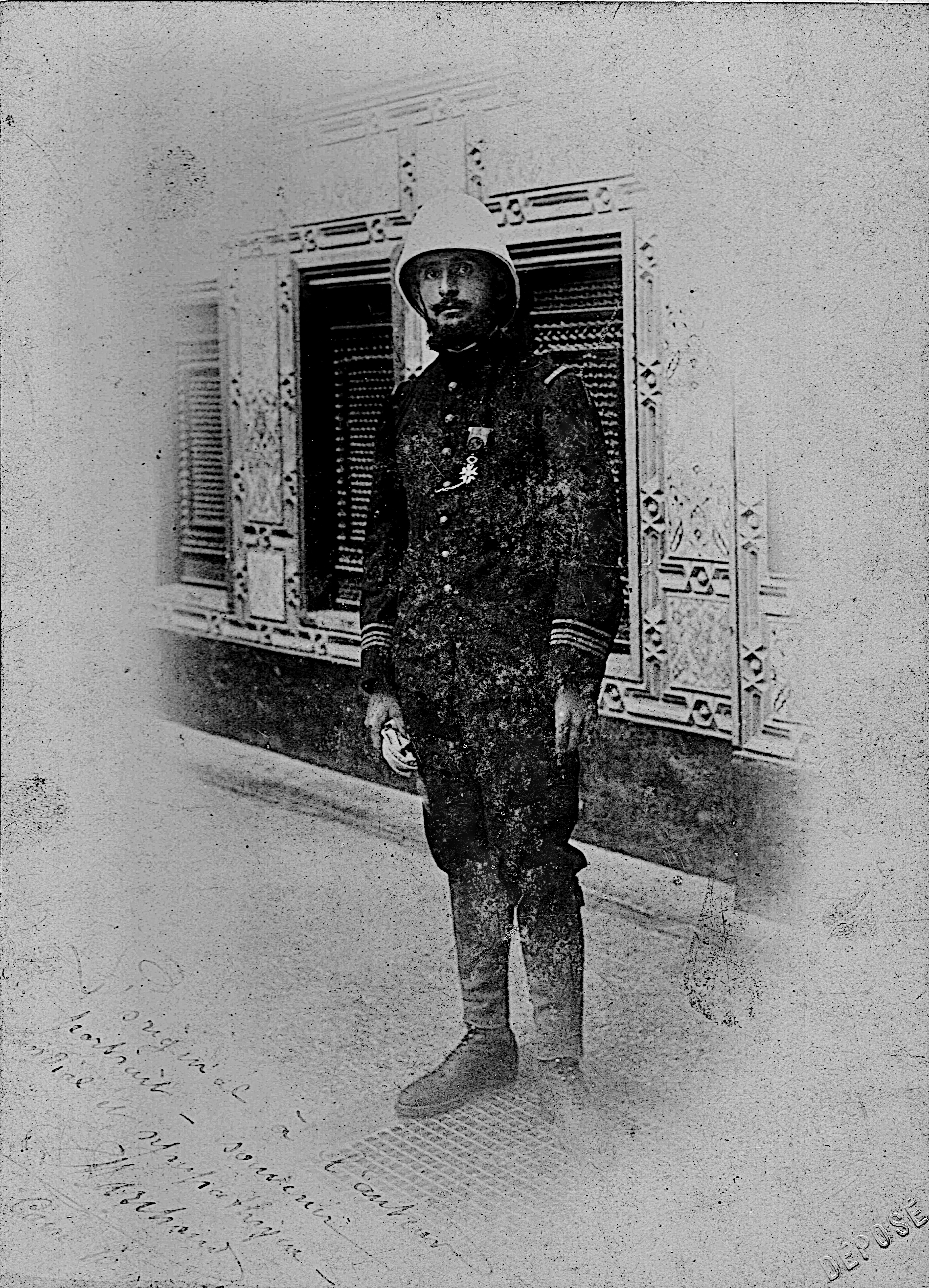
Le capitaine Jean-Baptiste Marchand au Caire, novembre 1898.

Le 22 juin 1896, Marchand reçoit le commandement d’une mission d’exploration baptisée « Mission Congo-Nil ». Dans le contexte de la rivalité coloniale franco-britannique en Afrique, le rôle de cette « mission Marchand » est primordial. Il s’agit, en se portant les premiers sur le Nil depuis les territoires d’Afrique-Occidentale française, de contester l’hégémonie britannique sur le grand fleuve et d’implanter au sud de l’Égypte un nouveau protectorat français. Pour cette expédition aussi hasardeuse des points de vue sanitaire que militaire, logistique ou politique, il ne néglige aucun détail. Faisant preuve de grande autorité et de la plus grande minutie dans la préparation, il s’entoure d’officiers expérimentés, dont un certain lieutenant (puis capitaine) Charles Mangin, le futur général Mangin de la Grande Guerre.
Le 10 juillet 1898, la colonne arrive à Fachoda et renforce aussitôt les défenses de la place. Les choses se compliquent avec l’arrivée le 19 septembre 1898 des forces du général Horatio Kitchener, qui vient de remporter la victoire d’Omdurman et ne compte pas se voir contester le contrôle du Nil, de son delta jusqu’à ses sources. Après quelques négociations, les Britanniques établissent un blocus autour de la place de Fachoda, et la crise locale devient très vite internationale. Les relations entre la France et le Royaume-Uni se tendent à un point qui fait craindre, l’espace d’un instant, qu’une guerre soit possible. Marchand (nommé chef de bataillon entre-temps, le 1er octobre 1898) a toutes les peines du monde à communiquer avec Paris. En janvier 1899, un accord est finalement trouvé entre les deux puissances coloniales. La mission Congo-Nil évacue Fachoda sur ordre. Elle a rempli sa mission mais ne pouvait tenir tête indéfiniment à une armée britannique, beaucoup plus puissante. Pour éviter l'humiliation nationale, le gouvernement prétexte un mauvais état sanitaire de la troupe de Marchand, ce dernier étant donc ulcéré.
Le gouvernement le récompense en le nommant chef de bataillon et commandeur de la Légion d'honneur le 29 mars 1899.
Le 6 juillet 1899, le commandant Marchand est affecté au 4e régiment d’infanterie de marine. Il est désormais nanti d’une popularité nationale, qui semblait bien le promettre au plus bel avenir militaire. Le 5 janvier 1900, il est promu lieutenant-colonel, après seulement quinze mois passés au grade de chef de bataillon. En septembre suivant, il partait pour la Chine avec le corps expéditionnaire français chargé, au sein d’une force internationale, de s’opposer à la révolte des Boxers. Il y sert jusqu’en avril 1902. De retour en France, il est nommé colonel le 1er octobre 1902 et prend la tête du 8e régiment d’infanterie coloniale. Le 17 mai 1904, il donne sa démission de l’armée française à la suite notamment de l'affaire des fiches. Il est alors chef de corps du 4e régiment d'infanterie coloniale.

### Départ de l’armée
Sa carrière civile a nettement moins d’éclat que sa carrière coloniale. Il entre en journalisme et s’essaye à la politique mais sans grand succès. En 1906, il se présente à Paris aux élections législatives sous l’étiquette Républicain démocrate. En tête au premier tour, il est battu au second tour avec 48,8 % des voix par le socialiste Arthur Groussier.
En 1910, Marchand épouse Raymonde de Serre de Saint-Roman, qui possède des biens à Saint-Roman-de-Codières et à Sumène, dans le Gard. Il y vient désormais souvent et y est élu en 1913 conseiller général du canton de Sumène. Il le reste jusqu’en 1925.

### Première Guerre mondiale

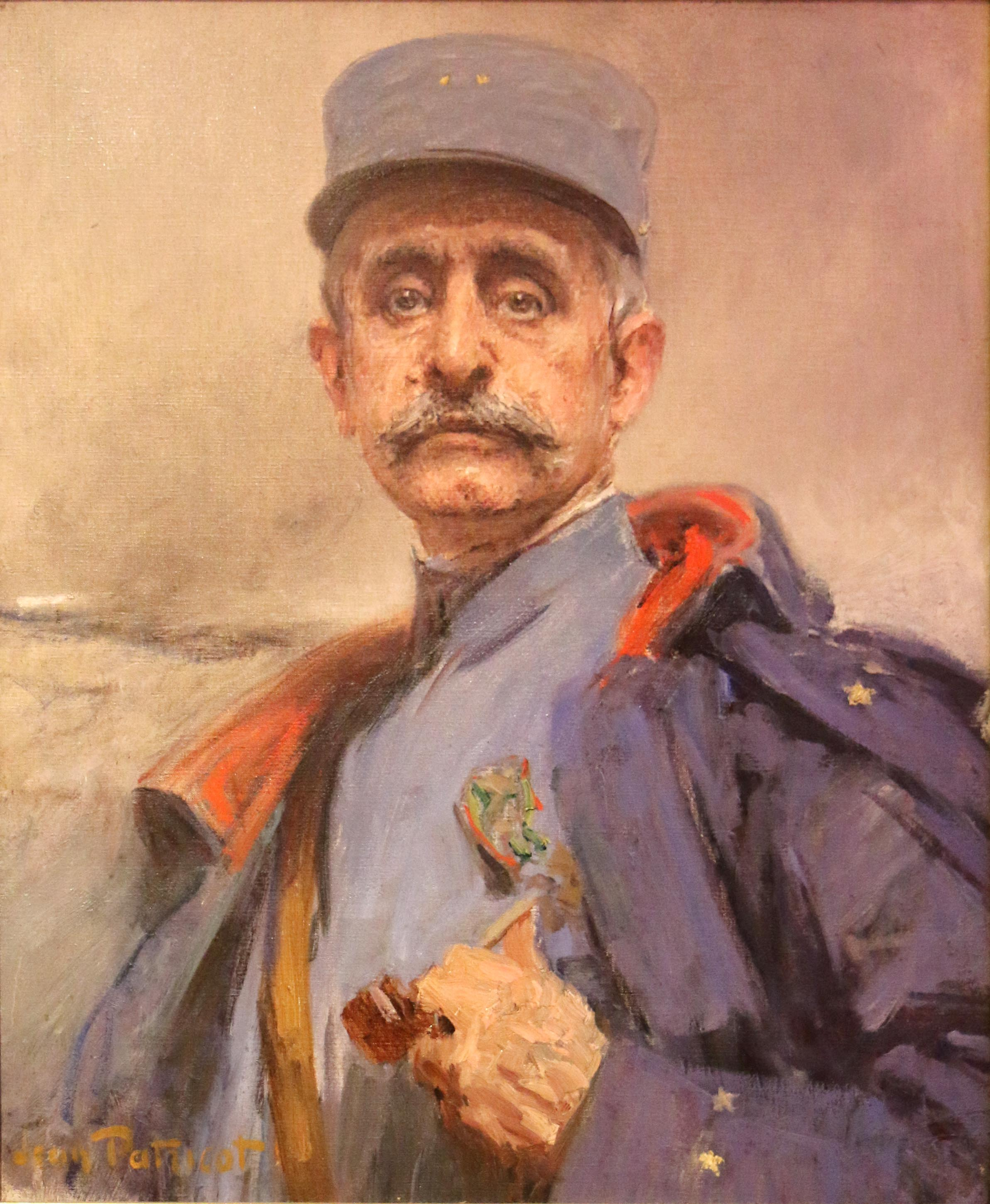
Jean-Baptiste Marchand peint par Jean Patricot en tenue de général de brigade.

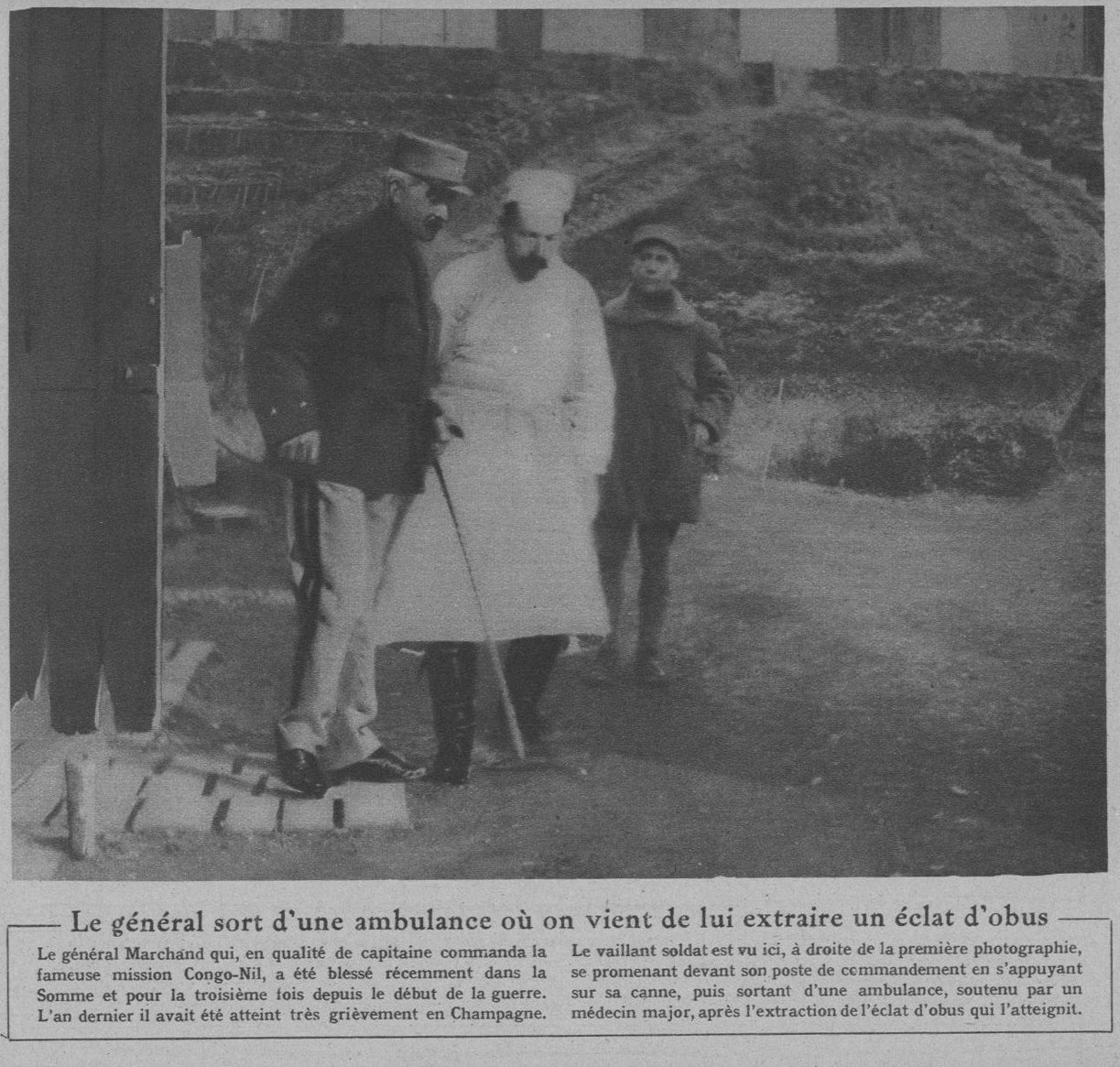
En convalescence sur le front, il sort de son QG.

Il reprend l’uniforme avec le déclenchement de la Grande Guerre. En août 1914, comme colonel de réserve, il est nommé adjoint au général gouverneur de Belfort. Le 8 septembre 1914, il prend le commandement de la 2e brigade coloniale. Il est blessé une première fois le 1er octobre 1914 par un éclat d’obus qui lui fracasse le tibia. Il revient incomplètement guéri au front un mois plus tard. Le 20 février 1915, il est promu général de brigade, puis, le 14 mai 1915, devient commandant par intérim de la 10e division d’infanterie coloniale. Malgré quelques parenthèses, il conserve ce poste jusqu’à la fin de la guerre.
Le 25 septembre 1915, alors que ses troupes participent à la seconde bataille de Champagne, il est très grièvement blessé au ventre par une balle de mitrailleuse. Il est élevé à la dignité de grand-officier de la Légion d'honneur le 2 octobre 1915. Il se rétablit et après une période de convalescence il retrouve sa division.
Il est une nouvelle fois blessé le 17 octobre 1916 dans la Somme par un éclat d’obus mais refuse de se faire évacuer et conserve son commandement. Le 4 avril 1917, il est nommé général de division du cadre des officiers de réserve. On le trouve ensuite avec sa division sur le chemin des Dames, devant Verdun (secteur de Douaumont), sur le saillant de Saint-Mihiel (hiver et printemps 1918), puis devant Château-Thierry fin mai, où il interdit aux Allemands le passage de la Marne. Il combat sur cette position jusqu’au 27 juin 1918, puis y revient après la guerre, le 21 juin 1925, pour participer à l’inauguration du nouveau pont sur la Marne (il avait lui-même donné l’ordre de détruire le précédent).
Il quitte l’armée définitivement le 4 avril 1919. 
Le 25 février 1921, il est élevé à la dignité de grand-croix de la légion d'Honneur.
Il meurt à Paris le 13 janvier 1934 et est inhumé au cimetière de Thoissey le 13 avril 1935,,. Son épouse meurt en 1966.

## Décorations

### Françaises
- Grand-croix de la Légion d'honneur le 25 février 1921, avec comme parrain le général Mangin[7]
  - Grand-officier (2 octobre 1915)
  - Commandeur (1913)
  - Officier (1898)
  - Chevalier (1892)
- Croix de guerre 1914–1918  (3 citations)
- Officier de l'Instruction publique
- Médaille coloniale agrafes Congo, Soudan, et (en or) « De L’Atlantique à la mer Rouge »

### Étrangères
- Officier de l'ordre de l'Étoile noire
- Ordre du Sceau de Salomon (Éthiopie) : commandeur en 1899.
- Ordre de Sainte-Anne (Russie) : 2e classe en 1913

## Honneurs et hommages

### Toponymie et statuaire
Il eut dès 1901 deux rues (la rue du Commandant-Marchand et la rue de la Mission-Marchand) à Paris (16e arrondissement), ainsi qu'une rue à Liège, en Belgique.
Un monument au commandant Marchand est érigé dans le bois de Vincennes, près de la porte Dorée (12e arrondissement de Paris), face au palais de la Porte Dorée (sis 293, avenue Daumesnil). Cependant, la statue représentant le commandant fut détruite à l'explosif par des militants anti-colonialistes dans les années 1960.
Une statue existe toujours à Thoissey, sa ville natale.
La 83e promotion de Saint-Cyr (1898-1900) est baptisée « Promotion Marchand ».